# Barry Madlener
Barry Madlener (ur. 6 stycznia 1969 w Lejdzie) – holenderski polityk, deputowany do Tweede Kamer, poseł do Parlamentu Europejskiego VII kadencji, w latach 2024–2025 minister infrastruktury i gospodarki wodnej.

## Życiorys
Z wykształcenia i zawodu makler. W 2002 został jednym z 17 radnych gminy Rotterdam należących do partii Leefbaar Rotterdam, której był współzałożycielem. Blisko współpracował z Pimem Fortuynem. Pełnił obowiązki rzecznika frakcji LR. Jako radny popierał budowę kampusu Uniwersytetu Erazma, wyrażał też publiczny sprzeciw wobec urzędniczek noszących czarczafy. Opowiadał się za przymusem wspólnych zajęć z wychowania fizycznego dla muzułmańskich dziewcząt.
W 2005 znalazł się wśród członków Partii Wolności. W następnym roku uzyskał mandat posła do niższej izby Stanów Generalnych z listy PVV. W wyborach w 2009 został liderem listy swojego ugrupowania do Parlamentu Europejskiego. Uzyskał jeden z czterech mandatów, które przypadły PVV. Nie przystąpił do żadnej z grup poselskich, został członkiem Komisji Spraw Zagranicznych. W 2012 powrócił do Tweede Kamer, do której był następnie wybierany również w 2017, 2021 i 2023.
W lipcu 2024 objął urząd ministra transportu i gospodarki wodnej w nowo powołanym rządzie Dicka Schoofa. Odszedł z tej funkcji w czerwcu 2025, gdy PVV opuściła koalicję rządową.